# Bobby Fuller Four
The Bobby Fuller Four byla americká rocková skupina.
Založena byla roku 1960 Robertem (Bobby) Fullerem v texaském El Pasu. Zpočátku hrála podobnou hudbu jako skupina Buddy Hollys a získala dobrý ohlas.
Uprostřed šedesátých let poté vydala svoji první píseň Let Her Dance, která jim však ještě nepřinesla úspěch. Ten přišel teprve z druhou deskou I Fought the Law. Krátce nato debutovala Bobb Fuller Four ve filmu Bikini Party in a Haunted House. Dne 18. června 1966 byl Bobby Fuller nalezen udušený ve svém autě. Zřejmě spáchal sebevraždu.

## Členové skupiny
- Robert Fuller – zpěv, kytara (23. října 1943 – 18. června 1966)
- Randy Fuller – kytara
- DeWayne Quirico – bicí (nahradil Daltona Powella)
- James Reese – kytara

## Hity
- I Fought the Law 1966 (USA – 9. místo, Spojené království – 33. místo)
- Love’s Made a Fool of You 1966 (USA – 26. místo)